# Constantin Andreoiu
Constantin Andreoiu (n. 1 septembrie 1903 – d. 1982 a fost un chirurg român.

## Biografie
S-a născut la 1 septembrie 1903 la Pitești într-o familie modestă. A absolvit liceul la Slatina și Facultatea de Medicină a Universitații București.
Lucrează ca intern întâi și apoi ca medic secundar în obstetrică-ginecologie la Epitropia Așezămintelor Brâncovenești. După o lungă reflecție, alege să continue pe calea chirurgiei, considerând medicina internă la fel de fascinantă. Desfășoară o muncă asiduă sub coordonarea prof. dr. Ernest Juvara și prof. dr. Anibal Teohari, la chirurgie, respectiv medicină internă. După trei ani de secundariat se prezintă la un concurs de medici de spitale mixte unde reușește pe primul loc.
Profesorul Iacobovici îl cooptează la nou-înființatul Spital de Urgențe. Se remarcă prin îndrăzneala cu care abordează diversele patologii, succesele sale dărâmând uneori concepte bine înrădăcinate.
Devine medic primar la 30 de ani, iar în 1935 devine membru fondator al Societății Române de Ortopedie.
În urma unei polemici la examenul de primariat, în care reproșează o nedreptate profesorului Iacobovici, este trimis ca director al Spitalului din Abrud unde practică chirurgia și medicina generală din 1935 până în 1948. În acest oraș renovează spitalul, reconstruindu-l practic din temelii și obținând o dotare corespunzătoare. Efectuează la acest spital toate tipurile de intervenții chirugicale pe tubul digestiv, precum și intervenții complexe din sfera altor specialități: operații de cataractă, tiroidectomii, laringectomii totale, ortopedie, trepanații craniene, intervenții ginecologice.
A fost membru corespondent al Academiei de Științe din România începând cu 3 iunie 1941.
Ulterior refuză catedra de obstetrică-ginecologie de la Facultatea de Medicină ce i se oferă ca reparație morală.
În 1937 se casătorește cu Virginia Cleopatra Protopopescu, funcționară la CEC, absolventă a Academiei Comerciale din București și a Conservatorului București, care renunță la viața din București pentru a-l urma la Abrud. În 1938, respectiv 1946, se nasc cei doi fii, Constantin Raul (Dinu) și Tudor-Călin. În încercarea de a le asigura fiilor o educație corespunzătoare, familia Andreoiu se mută la Ploiești.
Din 1948 ocupă prin concurs postul de medic primar șef al secției de chirurgie de la Spitalul Unificat de Adulți nr. 2 (Schuler) și ulterior ocupă același post la Spitalul Județean Prahova până la 1 iulie 1977 când se pensionează. A operat până la vârsta de 74 de ani.
S-a stins din viață în 1982, înmormântarea decurgând conform dorinței sale scrise: doar în prezența familiei, îmbrăcat în hainele albe de spital și incinerat, cu cenușa depusă la cimitirul Bellu în cavoul soției.
Doctorul Andreoiu a avut o prodigioasă activitate științifică concretizată în 310 articole și comunicări științifice în Revista de chirurgie și în Chirurgia. În 1964 i s-a conferit titlul de medic emerit și i s-a echivalat titlul de doctor în medicină obținut înainte de 1952.

## Aprecieri din lumea medicală
„A fost un mare chirurg, o mare figură reprezentativă a medicinei românești din ultima jumătate de secol, una din acele mari personalități ce pot forma puncte de reper ale chirurgiei românești. A făcut o chirurgie remarcabilă și cine s-a format la școla lui a câștigat noblețea ce caracterizează spiritul adevăratei chirurgii.”— Prof. dr. Constantin Arseni
„Dr. Andreoiu era sever cu el însuși, având o structură ascetică; viața lui s-a desfășurat între spital și biroul de acasă. A fost foarte bine informat în domeniul medicinei în general și al chirurgiei în special. Personal am învățat foarte multe de la el. În anii de secundariat la București plecam la 2-3 săptămâni o zi la Ploiești să-l văd operând. La el în sală puteau fi văzuți chirurgi bucureșteni ca T. Burghele, I. Juvara, D. Gerota, D. Gavriliu și D. Sedlacek. A făcut o chirurgie de curaj și avangardă." ”— Prof. dr. docent Constantin Chiricuță

## In memoriam
În 2002, la Editura Academiei Române, apare lucrarea Pagini din Istoria Chirurgiei Românești în care dr. Andreoiu are un loc de cinste.
În 2005, la Editura Curtea Veche București, apare cartea Dr. Constantin Andreoiu sub redacția prof. univ. dr. Nicolae Gorun. În recenzia cărții dr. Cornel-Nicu Neacșu scrie: „În cele 112 pagini ale cărții se ascunde mesajul de a respecta memoria înaintașilor noștri.”
I-a fost conferită medalia Academiei Franceze pentru servicii aduse umanității (post mortem).